# Конституционный референдум в Кот-д’Ивуаре (1958)
Конституционный референдум в Республике Берег Слоновой Кости прошёл 28 сентября 1958 года в рамках общего Французского конституционного референдума, проводившегося во всём Французском сообществе. В случае одобрения новой Конституции Франции Берег Слоновой Кости оставался в составе Сообщества, в случае неодобрения он становился независимым государством. Конституция была одобрена 99,99 % голосов, и страна сохранила статус французской заморской территории.

## Результаты
| Да или нет                 | Голосов   | Процент   |
| -------------------------- | --------- | --------- |
| Да                         | 1 595 238 | 99,99 %   |
| Нет                        | 216       | 0,01 %    |
| Недействительных голосов   | 1 156     | — %       |
| Всего голосов              | 1 596 610 | 100,00 %  |
| Явка                       | 97,56 %   | 97,56 %   |
| Электорат                  | 1 636 533 | 1 636 533 |
| Источник: Direct Democracy |           |           |